# アルティメット・ベースランニング
アルティメット・ベースランニング（UBR: Ultimate Base Running）は、野球における平均的な走者と比較して盗塁を除く走塁によって、何得点相当チームに貢献したか、あるいはチームに損失を与えたかを推定するセイバーメトリクス指標である。DELTA社のサイトでは盗塁を行ったことによる利得を算出するwSBとともにBsR(Base Running、BaseRuns)で走塁評価に採用されており、FanGraphsでは更にwGDP（併殺阻止能力による得点貢献）を加えBsRを算出している。

## 計測される範囲
主に以下の場面で計測されて算出される。
1. 走者一塁や二塁で打者が単打を放った時の進塁
2. 走者一塁で打者が二塁打を放った時の進塁
3. 走者二塁や三塁で打者が外野フライを放った時の進塁
4. 走者一塁で打者が内野ゴロを放った時の進塁
5. 走者二塁で打者が三塁手や遊撃手へのゴロで三塁へ進塁